# Wibault 313
Il Wibault 313, citato anche come Wibault Wib 313, era un caccia monomotore ad ala bassa sviluppato dall'azienda francese Société de Avions Michel Wibault nei primi anni trenta e rimasto allo stadio di prototipo.
Realizzato su una specifica emessa dal Service Technique de l'Aéronautique (STAé) per conto dell'Aéronautique Militaire, la componente aerea dell'Armée de terre (l'esercito francese), valutato assieme ad altri undici concorrenti venne giudicato non idoneo preferendogli il Dewoitine D.500, di conseguenza il suo sviluppo venne abbandonato. Fu l'ultimo caccia progettato dall'azienda francese prima della sua chiusura.

## Storia del progetto
Nel 1930, quando oramai il legier Chasse "Jockey" detto anche Plan Caquot, programma per la realizzazione di un caccia leggero, venne giudicato un insuccesso, per ovviare alla necessità di sostituire il parco velivoli oramai inadeguato il Service Technique de l'Aéronautique (STAe) emise una specifica C1, relativa cioè ad un nuovo modello da caccia monoposto. I requisiti, già espressi nel 1928, erano relativi ad un velivolo dotato di ottima visibilità, cellula con coefficiente di robustezza pari a 16, velocità massima raggiungibile di almeno 327 km/h a 3 500 m ed un armamento comprendente due mitragliatrici Vickers calibro 7,7 mm costruite su licenza dalla Manufacture d'Armes de Châtellerault (MAC). Una modifica successiva, datata 26 gennaio 1931, specificava la necessità di utilizzare un motore aeronautico con una cilindrata tra i 26 ed i 30 L dotato di compressore meccanico portando la velocità massima a 350 km/h a 4 000 m.
Al concorso risposero le principali aziende aeronautiche nazionali che presentarono non meno di 10 progetti, concretizzatisi in 12 diversi prototipi, quasi tutti disegnati attorno all'Hispano-Suiza 12Xbrs, un 12 cilindri a V da 26 L in grado di erogare una potenza pari a 650 hp (485 kW) alla quota di 4 500 m (14 765 ft), scelto per la sua dimostrata affidabilità e contenuta superficie frontale rispetto ai modelli allora disponibili.
La Wibault fu tra le prime a presentare la sua proposta, il Wibault 313, un modello dall'impostazione moderna, di costruzione interamente metallica, caratterizzato dalla velatura monoplana a sbalzo e dalla particolare cura nella pulizia aerodinamica e dall'adozione, contravvenendo ai suggerimenti dello STAe, di un motore radiale raffreddato ad aria, il 9 cilindri Gnome-Rhône 9Kbrs da 520 hp (382 kW) e di un armamento basato su una coppia di mitragliatrici Darne Mle 1933 calibro 7,5 mm integrate nel profilo alare e sparanti fuori dal disco dell'elica.
Il prototipo venne portato in volo per la prima volta nel novembre 1932 ma, pur dimostrando di possedere prestazioni molto elevate venne giudicato carente in numerosi aspetti dalla commissione esaminatrice dell'esercito e per questo motivo rifiutato.
L'azienda decise quindi di abbandonarne lo sviluppo ed il modello fu l'ultimo aereo militare progettato dall'azienda che decise di dedicarsi al mercato dell'aviazione commerciale.

## Utilizzatori
Francia
- Aéronautique Militaire

utilizzato solamente per prove di valutazione.

### Periodici
- William Green, Facts by Request, in Flying Review International, Volume 24, no. 3, November 1968,  p. 71.